# Nazoalveolarna cista
Nazoalveolarna cista ili nazolabijalna cista jedna je od ektodermnih cisti neodontogenog porekla u području vilice koja prema patogenezi izrasta iz epitela koji je zaostao na liniji spajanja lateralnog, medijalnog nosnog i maksilarnog nastavka, ili po novijoj teoriji (iz 1981. godine), razvija se iz delova epitela koji idu iz donjeg dela nazolakrimalnog duktusa. Cistu treba, kao god je to moguće, u celosti odstraniti, jer ona svojim daljim rastom dovodi do resorpcije koštanog tkiva, predstavlja latentno žarište infekcije, a postoji mogućnost maligne alteracije.

## Etiologija
Teorije o poreklu ciste
Etiološke teorije o poreklu nazoalveolarna cista prvi putsu objavljene 1892. i traju do danas. 
- Trenutno je najprihvaćenija Klestadtova teorija, u kojoj se navodi da cista izrasta iz epitela koji je zaostao na liniji spajanja lateralnog, medijalnog nosnog i maksilarnog nastavka.[1]
- Najnovija je teorija iz 1981. godine, smatra da se cista razvija iz delova epitela koji idu iz donjeg dela nazolakrimalnog duktusa.[2] Pregledom svjetske literature opisano je do danas, oko 200 slučajeva koji su histopatološki potvrđeni, što ide u prilog ovoj teoriji.[3][4]

Histologija
Histološki se cista sastoji od rastresitog vezivnog tkiva na periferiji i unutrašnjeg epitelnog sloja koji je najčešće trepljast ili kubičan s mukoznim žlezdama i često metaplazira u pločasti epitel. Takođe u nalazu mogu biti prisutni različiti stadijumi ćelijske infiltracije u zavisnosti od intenziteta infekcije ciste.

## Dijagnoza
Dijagnoza nazoalveolarne ciste kao i drugih neodontogenih cisti postavlja se na osnovu pregleda pacijenta, koji uključuje:
- uzimanje anamneze,
- klinički pregled — akoji obuhvata inspekciju i palpaciju područja vilica i perkusiju zuba. Tokom njih se konstatuje: bezbolno izbočenje koštanog tkiva, normalna boja sluzokože iznad promene, bezbolna tumefakcija je bezbolna na palpaciju, može biti čvrste konzistencije kada je očuvano još koštano tkivo, a ukoliko dodje do istanjenja istog u uznapredovalom stadijumu ciste dolazi do pojave fenomena ping-pong loptice, odnosno ugibanja koštanog tkiva, kada je koštano tkivo potpuno resorbovano, javlja se fenomen fluktuacije.
- rentgenografija,
- patohistološkog nalaza,
- punkcija i klinički pregled cističnog sadržaja — koji je tečan, a može biti bistar, žućkaste boje (slame) sa prisustvom kristala holesterina ili gnoja.
- citološka analiza ćelija i sadržaja punktata
- kompjutorizirana tomografija vilica ili kostiju lica.

U tipičnim slučajevima već na osnovu kliničkoga pregleda i detaljne analize rentgenograma može se postaviti dijagnozu, koja će postati konačna tek nakon potvrde patologa.

## Terapija
Lečenja ovih cista zasniva se na delimičnom ili potpunom odstranjenju (ekstirpaciji) cističnog sakusa.

## Literatura
- N. Roberton “Textbook of neonatology”, Churchil Livingdtone 1989

## Spoljašnje veze
|  | Molimo Vas, obratite pažnju na važno upozorenje u vezi sa temama iz oblasti medicine (zdravlja). |